# Casa Teodorou Rousou din Constanța
Casa Teodorou Rousou din Constanța este un monument istoric aflat pe teritoriul municipiului Constanța.